# Patrick Battiston
Patrick Battiston (Amnéville, 1957. március 12. –) Európa-bajnok és világbajnoki bronzérmes francia labdarúgó, hátvéd.

## Pályafutása

### Klubcsapatban
1966-ban a Talange korosztályos csapatában kezdte a labdarúgást. 1973 és 1980 között az FC Metz labdarúgója volt. 1980 és 1983 között a Saint-Étienne játékosaként egy bajnoki címet szerzett (1980–81). 1983-ban a Bordeaux csapatához szerződött. Itt három bajnoki címet (1983–84, 1984–85, 1986–87) és két francia kupa győzelmet (1986, 1987) ért el az együttessel. 1987 és 1989 között az AS Monaco csapatában szerepelt. Az első idényben itt is bajnok lett. 1989-ben visszatért a Bordeaux együtteséhez és két idény után itt fejezte be az aktív labdarúgást 1991-ben.

### A válogatottban
1977 és 1989 között 56 alkalommal szerepelt a francia válogatottban és három gólt szerzett. 1976-ban részt vett a montréali olimpián. Először 1978-ban Argentínában szerepelt világbajnokságon. Négy évvel később a spanyolországi világbajnokságon a negyedik helyezett csapat tagja volt. A torna elődöntőjében az NSZK elleni találkozón Harald Schumacher durván ütközött a levegőben Battistonnal. A francia játékos eszméletlenül zuhant a gyepre. Az incidensben három fogát vesztette el. Schumacher semmilyen büntetést nem kapott a durva szabálytalanságért. Később személyesen kért bocsánatot, amit Battiston elfogadott.
1984-ben a hazai rendezésű Európa-bajnokságon aranyérmes lett a válogatottal. Utolsó világbajnoki szereplése 1986-ban Mexikóban volt, ahol bronzérmet szerzett az együttessel.

## Sikerei, díjai
Franciaország
- Európa-bajnokság
  - aranyérmes: 1984, Franciaország
- Világbajnokság
  - bronzérmes: 1986, Mexikó
  - 4.: 1982, Spanyolország

 Saint-Étienne
- Francia bajnokság
  - bajnok: 1980–81

 Bordeaux
- Francia bajnokság
  - bajnok: 1983–84, 1984–85, 1986–87
- Francia kupa (Coupe de France)
  - győztes: 1986, 1987

 AS Monaco
- Francia bajnokság
  - bajnok: 1987–88